# Список лідерів кінопрокату України 2020
Список лідерів кінопрокату України 2020 містить анотоване перерахування лідерів бокс-офісу України для фільмів, що вперше вийшли в український кінопрокат протягом календарного року 2020 та які за всю свою прокатну історію в Україні зібрали суму у понад $1 млн. 
Список включає збори, зароблені фільмами під-час продажу квитків у кінотеатрах; прибуток від VHS/DVD/Blu-Ray/Video-on-demand, показу на ТБ тощо не враховується. Суми вказуються у доларах США і не враховують інфляцію. Якщо не вказано іншого джерела, суми касових зборів наведені за даними сайту Box Office Mojo.

## Список найкасовіших фільмів в Україні (без урахування інфляції)
Цифри наведені в доларах США (USD).
| #  | Назва фільму                            | Країна               | Збори в Україні, $ |
| -- | --------------------------------------- | -------------------- | ------------------ |
| 1  | Джентльмени                             | Велика Британія, США | 2 796 631          |
| 2  | Дулітл                                  | США                  | 2 332 133          |
| 3  | Їжак Сонік                              | США                  | 2 189 510          |
| 4  | Погані хлопці назавжди                  | США                  | 2 102 364          |
| 5  | Тенет                                   | США, Велика Британія | 1 929 153          |
| 6  | Душа                                    | США                  | 1 969 125          |
| 7  | Сімейка Крудсів: Нова ера               | США                  | 1 330 782          |
| 8  | Диво-жінка 1984                         | США                  | 1 104 397          |
| 9  | Хижі пташки (та фантастична Харлі Квін) | США                  | 1 092 984          |
| 10 | Щасливого Різдва                        | Велика Британія, США | 1 089 684          |
| 11 | Гренландія                              | США                  | 1 085 113          |